# Campo Limpo de Goiás
Campo Limpo de Goiás is een gemeente in de Braziliaanse deelstaat Goiás. De gemeente telt 6.022 inwoners (schatting 2009).